# Filmy zgłoszone do rywalizacji o 35. rozdanie Oscara w kategorii filmu nieanglojęzycznego
W rywalizacji o statuetkę w 35. rozdaniu Oskara (1963) dla filmu nieanglojęzycznego wzięło  udział  13  filmów. Nominacjami zostały wyróżnione tytuły z Danii, Japonii, Meksyku, Hiszpanii i Szwecji.
Oskara zdobył film produkcji francuskiej Niedziele w Avray w reżyserii Sergea Bourguignona.
Po raz pierwszy swój film w konkursie zaprezentowana Korea Południowa.
Nagroda została wręczona w poniedziałek 8 kwietnia 1963 podczas gali w Santa Monica Civic Auditorium.

## Lista filmów zgłoszonych do rywalizacji o 35. rozdanie Oscara w kategorii filmu nieanglojęzycznego
| Zgłaszające państwo | Tytuł użyty w nominacji  | Tytuł oryginalny               | Tytuł polski        | Języki      | Reżyser               | Rezultat       |
| ------------------- | ------------------------ | ------------------------------ | ------------------- | ----------- | --------------------- | -------------- |
| Argentyna           | The Sad Young Men        | Los Jóvenes viejos             |                     | hiszpański  | Sebastián Borensztein | Brak nominacji |
| Brazylia            | Keeper of Promises       | O Pagador de Promessas         | Ślubowanie          | portugalski | Anselmo Duarte        | Nominacja      |
| Egipt               | Chased by the Dogs       | اللص والكلاب                   |                     | arabski     | Kamal El Sheikh       | Brak nominacji |
| Francja             | Sundays and Cybele       | Les dimanches de ville d'Avray | Niedziele w Avray   | francuski   | Serge Bourguignon     | Wygrana        |
| Grecja              | Electra                  | Ηλέκτρα                        | Elektra             | grecki      | Michalis Kakojanis    | Nominacja      |
| Hiszpania           | Dulcinea                 | Dulcinea                       |                     | hiszpański  | Vicente Escrivá       | Brak nominacji |
| Indie               | Sahib Bibi Aur Ghulam    | साहिब बीबी और गुलाम                  |                     | hindi       | Abrar Alvi            | Brak nominacji |
| Japonia             | Being Two Isn't Easy     | 私は二歳                       |                     | japoński    | Kon Ichikawa          | Brak nominacji |
| Korea Południowa    | My Mother and the Roomer | 사랑방 손님과 어머니           |                     | koreański   | Shin Sang-ok          | Brak nominacji |
| Meksyk              | Tlayucan                 | Tlayucan                       | Perły świętej Łucji | hiszpański  | Luis Alcoriza         | Nominacja      |
| Norwegia            | Cold Tracks              | Kalde spor                     |                     | norweski    | Arne Skouen           | Brak nominacji |
| Szwecja             | The Mistress             | Älskarinnan                    | Kochanka            | szwedzki    | Vilgot Sjöman         | Brak nominacji |
| Włochy              | The Four Days of Naples  | Le Quattro giornate di Napoli  | Cztery dni Neapolu  | włoski      | Nanni Loy             | Nominacja      |